# 몽미라일 전투
몽미라일 전투(영어: Battle of Montmirail)는 나폴레옹 전쟁 중 6일 전역 기간 프랑스 몽미라일 근처에서 벌어졌다. 1814년 2월 11일에 벌어진 싸움에서 나폴레옹 보나파르트 지휘하의 프랑스군이 러시아의 파비안 빌헬름 폰 오스텐-작켄(Fabian Wilhelm von Osten-Sacken)장군의 부대와 프로이센의 루트비히 요르크 폰 바텐베르크( Ludwig Yorck von Wartenburg)장군 지휘하의 부대를 상대로 승리를 거두었다.
오스텐-작켄과 요르크 군단은 각각 대략 18,,000명에 이르렀던 반면 나폴레옹은 36문의 대포를 장비한 10,500명의 병력뿐이었다(전투 도중 증원군의 도착으로 20,000명이 되었다).
샹포베르(Champaubert)의 남쪽에서부터 강습하면서, 나폴레옹은 파리 방향인 서쪽으로 길게 종대를 이루어 마크도날(MacDonald) 원수의 프랑스 군을 압박하고 있던 블뤼허(Blücher) 군의 중앙으로 밀고 들어가 군을 분단 시켰다.
블뤼허 군의 중앙을 제압한 프랑스 군은 서쪽의 파리로 향하는 블뤼허 군의 고립된 선두 집단인 오스텐-작켄과 요르크의 부대를 프랑스 군이 장악하고 있는 마른강의 다리를 통해 후방에서 강습하기 위해 서쪽으로 향했다. 당시 가용 병력은 "선임 근위대"(Old Guard)와 신병 집단인 "마리 루이즈"(Marie Louise;청년 근위대(Young Guard) 사단뿐이었다.
오스텐-작켄은 소수의 프랑스군 만이 추격 중임을 파악하고, 몽미라일을 경유하는 블뤼허의 본대와의 연락로를 봉쇄당하지 않기 위해 프랑스군 정면으로 대응하려고 부대를 반전 하였으나 , 요르크는 북쪽의 샤토티에리(Chateau-Thierry)방향으로 계속 진군해야 한다는 입장이었다. 결국 러시아군의 오스텐-작켄은 추격하는 프랑스군에 대한 공세 전술을 저지할 수 없다는 것을 깨닫고 러시아군에 합류하였다.
전투는 동맹군의 패배로 끝나, 동맹군은 나폴레옹의 2,000명 손실의 2배인 4,000명 의 손실을 보았다.
에두아르트 보겔 폰 팔켄슈타인(Eduard Vogel von Falckenstein)은 이 전투에서 예거(Jäger)로서 지원해 참여했다.

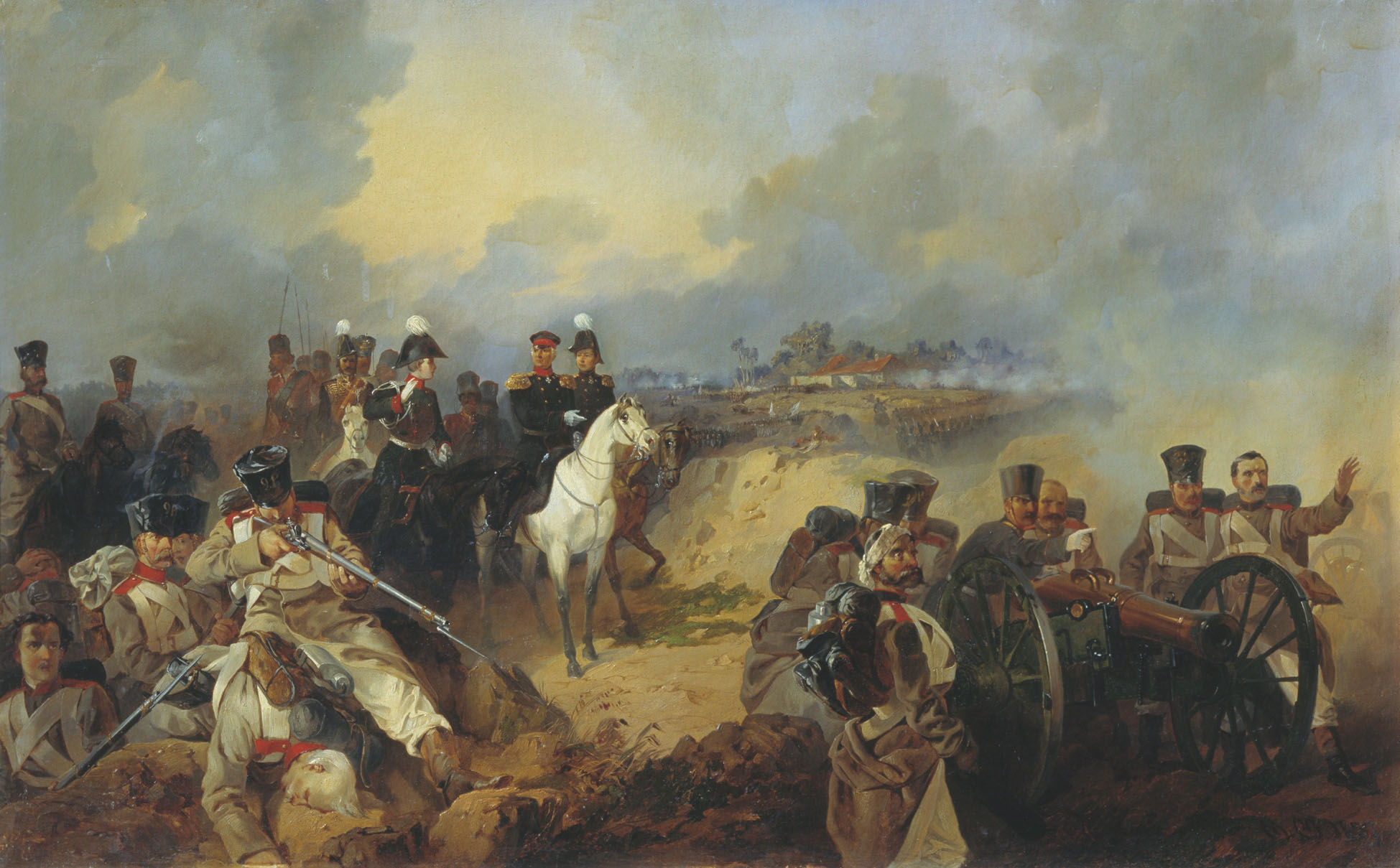
《몽미라일 전투》, 미하일 미케신, 1857년

## 외부 참조
- The Napoleonic Guide to the Battle of Montmirail

- La bataille de Champaubert, Montmirail-Marchais et Vauchamps